# جبير بن نفير
أبو عبد الرحمن جُبَير بن نفير بن مالك بن عامر الحَضرميّ، من كبار التابعين، أدرك الجاهليّة وأسلم في حياة النبي ولم يره وهو باليمن، ولأبيه نُفَيْر صُحْبة ورواية، ثم قدم المدينة، فأدرك أبا بكر، ثم انتقل إلى الشام فسكن حمص، وهو معدود في كبار تابعي أهل الشام، وكان مشهورا بالعبادة والعلم، مات بالشام وعمره مائة وعشرون سنة، وكان وفاته سنة ثمانين في خلافة عبد الملك بن مروان. وقيل سنة خمس وسبعين، وروى سليم بن عامر عنه قوله: «استقبلت الإسلام من أوله، فلم أزل أرى في الناس صالحًا وطالحًا.»

## روايته للحديث
- حدث عن: أبي بكر، وعمر، والحسن بن علي، والمقداد بن الأسود، وأبي ذر، وأبي الدرداء، وعبادة بن الصامت، وعائشة بنت أبي بكر، وأبي هريرة، ومالك بن يخامر السكسكي، وأبي مسلم الخولاني، وأم الدرداء، وغيرهم.[4][5]
- حدث عنه: ولده عبد الرحمن بن جبير بن نفير، ومكحول، وخالد بن معدان، وأبو الزاهرية حدير بن كريب، وربيعة بن يزيد، وشرحبيل بن مسلم، وسليم بن عامر، وآخرون.[4]
- مرتبته عند أهل الحديث: قال الذهبي في سير أعلام النبلاء: «وكان هو وكثير بن مرة من أئمة التابعين بحمص وبدمشق، قال بتوثيقهما غير واحد.»،[4] وقال محمد بن سعد البغدادي في الطبقات الكبرى: «كان ثقة فيما روى من الحديث.»
- من روايته للحديث: روى عنه ابنه عبد الرحمن أنه قال: «أدركت الجاهلية وأتانا رسول رَسُولِ الله صَلَّى الله عليه وسلم باليمن فأسلَمْنا.»، وروى عن النبي أنه قال: «مثل الذين يغزون، ويأخذون الجعل يتقوون به على عدوهم، مثل أم موسى تأخذ أجرها وترضع ولدها.»[1]